# Раковац
Вижте пояснителната страница за други значения на Раковац.
Ра̀ковац (на сръбски: Раковац или Rakovac) е село в Югоизточна Сърбия, Пчински окръг, община Буяновац.

## История
В края на XIX век Раковац е село в Прешевска кааза на Османската империя. Църквата „Света Параскева“ е от 1848 година. Според статистиката на Васил Кънчов от 1900 г. Раковци е населявано от 500 жители българи християни. Според патриаршеския митрополит Фирмилиан в 1902 година в селото има 50 сръбски патриаршистки къщи.
Албанците в община Буяновац бойкотират проведеното през 2011 г. преброяване на населението.
Според преброяването на населението от 2002 г. селото има 977 жители.

### Етнически състав
Данните за етническия състав на населението са от преброяването през 2002 г.
- сърби – 972 жители
- хървати – 1 жител
- македонци – 1 жител
- други – 1 жител
- неизяснени – 1 жител
- неизвестно – 1 жител